# 28-as busz (Dunaújváros)
A dunaújvárosi 28-as jelzésű autóbusz a BODY FASHION Kft. és a Békeváros, Hajnal utca megállóhelyek között közlekedik. A járatot a Volánbusz üzemelteti.

## Közlekedése
Csak munkanapokon közlekedik, a műszakváltásokhoz igazítva. A BODY FASHION Kft. felé induló járatok továbbközlekednek a Benzinkút megállóhelyig.

## Útvonala
| Békeváros, Hajnal utca felé | BODY FASHION Kft. - Benzinkút felé |
| --- | --- |
| BODY FASHION Kft. – Neumann János utca – Lánczos Kornél utca – Magyar út – Aranyvölgyi út – Szilágyi Erzsébet út – Béke körút – Baracsi út – Hajnal utca – Békeváros, Hajnal utca | Békeváros, Hajnal utca – Hajnal utca – Tavasz utca – Győzelem utca – Baracsi út – Béke körút – Szilágyi Erzsébet út – Aranyvölgyi út – Magyar út – Szilárd Leó utca – Neumann János utca – Lánczos Kornél utca – Magyar út – Benzinkút |

## Megállóhelyei
| ∫  | Benzinkút                      | 16 | 25, 27, 29                 | Hankook Tire Magyarország Kft.                                                                               |
| ∫  | AIKAWA                         | 15 | 25, 27, 29                 | Aikawa Hungária, Hankook Ház                                                                                 |
| 0  | BODY FASHION Kft.              | 14 | 25, 27, 29                 | Body Fashion Magyarország Kft.                                                                               |
| 1  | AIKAWA                         | ∫  | 25, 27, 29                 | Aikawa Hungária, Hankook Ház                                                                                 |
| 2  | Benzinkút                      | ∫  | 25, 27, 29                 | Hankook Tire Magyarország Kft.                                                                               |
| 3  | Laktanya                       | 13 | 25, 29                     | Rutinpálya                                                                                                   |
| 5  | Százlábú híd                   | 11 | 24, 25, 29                 | Ortodox templom                                                                                              |
| 6  | Szórád Márton Általános Iskola | 10 | 22, 24, 25, 29             | Szentháromság templom, Görögkatolikus Kápolna, Református templom, Szórád Márton Általános Iskola            |
| 7  | Magyar utca                    | 9  | 20, 22, 23, 24, 25, 29, 35 | Mondbach-kúria és gőzmalom, Katica Óvoda                                                                     |
| ∫  | Evangélikus templom            | 6  | 11, 32                     | Dunaújváros-Kisapostagi Társult Evangélikus Egyházközség, 1848/49-es emlékmű, Park Center, Rendőrkapitányság |
| 11 | Szilágyi Erzsébet út 5.        | 5  | 11, 40, 45                 | |
| 13 | PROFI Üzletház                 | 3  | 11, 40, 44, 45             | Arany János Általános Iskola, Napsugár Óvoda                                                                 |
| 15 | Béke körút                     | 1  | 11, 40, 44, 45             | INTERSPAR Áruház, Bóbita Óvoda, Százszorszép Óvoda, Lorántffy Zsuzsanna Szakközépiskola és Szakiskola        |
| 16 | Békeváros, Hajnal utca         | 0  | 11, 32, 40, 44, 45         | |